# Gentiana tetraphylla
Gentiana tetraphylla là một loài thực vật có hoa trong họ Long đởm. Loài này được Maxim. ex Kusn. mô tả khoa học đầu tiên năm 1894.